# Grundschule Kötzschenbroda
Die heutige Grundschule Kötzschenbroda, auch Kötzschenbrodaer Schule, war das vierte Volksschulhaus der Gemeinde Kötzschenbroda, gelegen in der Harmoniestraße 7 der sächsischen Stadt Radebeul. Nach Entwürfen der Gebrüder Kießling errichtete die Baufirma „Gebr. Große“ (nach Stadtlexikon: Gebr. Umlauft) den Bau, der im Juli 1904 eingeweiht wurde.

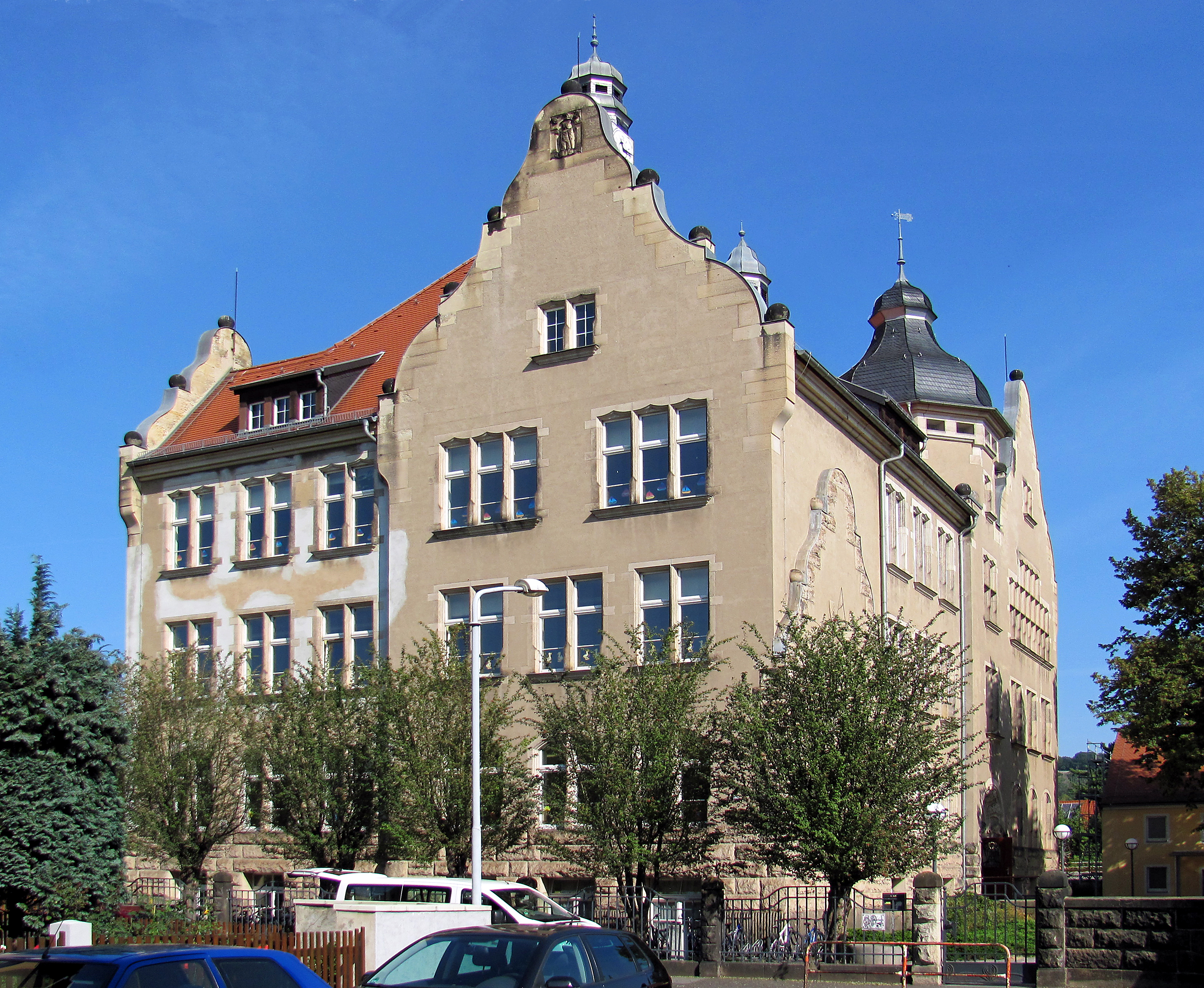
Viertes Kötzschenbrodaer Volksschulhaus, heute Grundschule Kötzschenbroda

Die Bezeichnung Uhrschule soll sich nach der Sonnenuhr auf dem Ostgiebel eingebürgert haben, während die zahlreichen Sandstein-Kugelornamente auf den Ziergiebeln zu dem spöttischen Spitznamen Keglerheim führten.
An der Schule gibt es Sonderklassen für Schüler mit Lese-Rechtschreib-Schwäche, dazu ist auch die Integration körperbehinderter Kinder möglich.

## Beschreibung

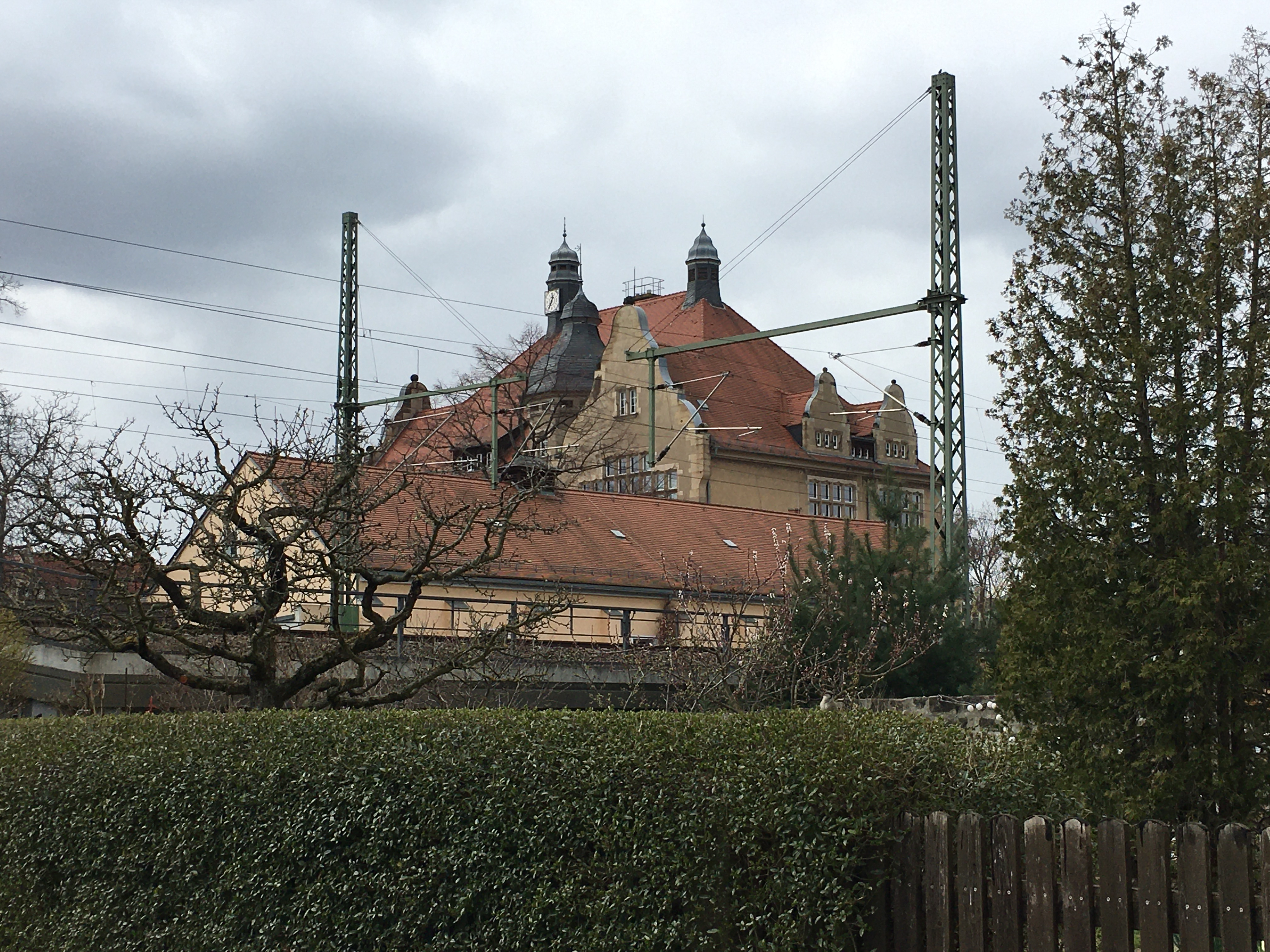
Grundschule Kötzschenbroda, vom Gradsteg aus

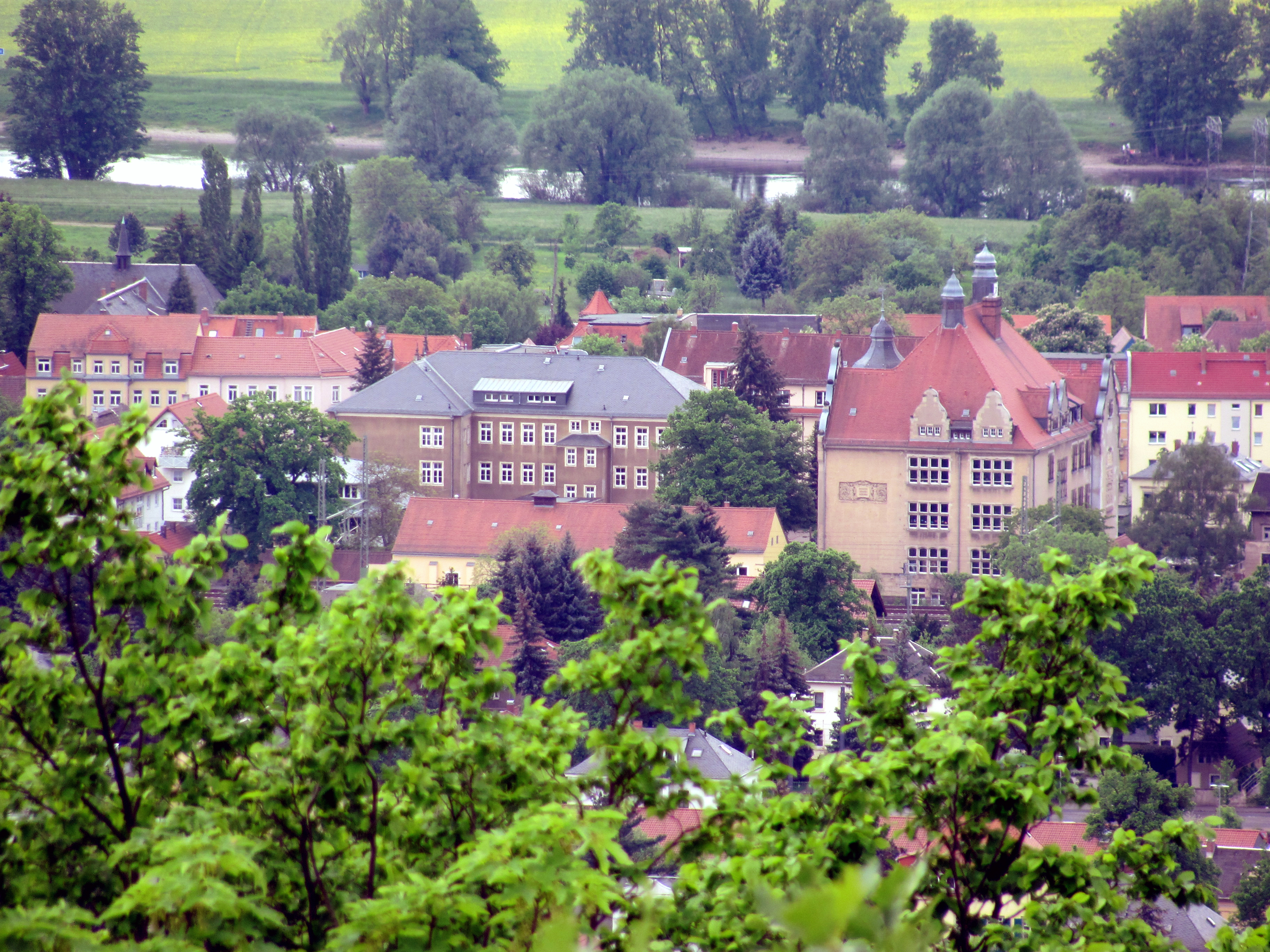
Grundschule Kötzschenbroda, von der Friedrich-August-Höhe aus. Links die Oberschule Kötzschenbroda, im Hintergrund die Elbe

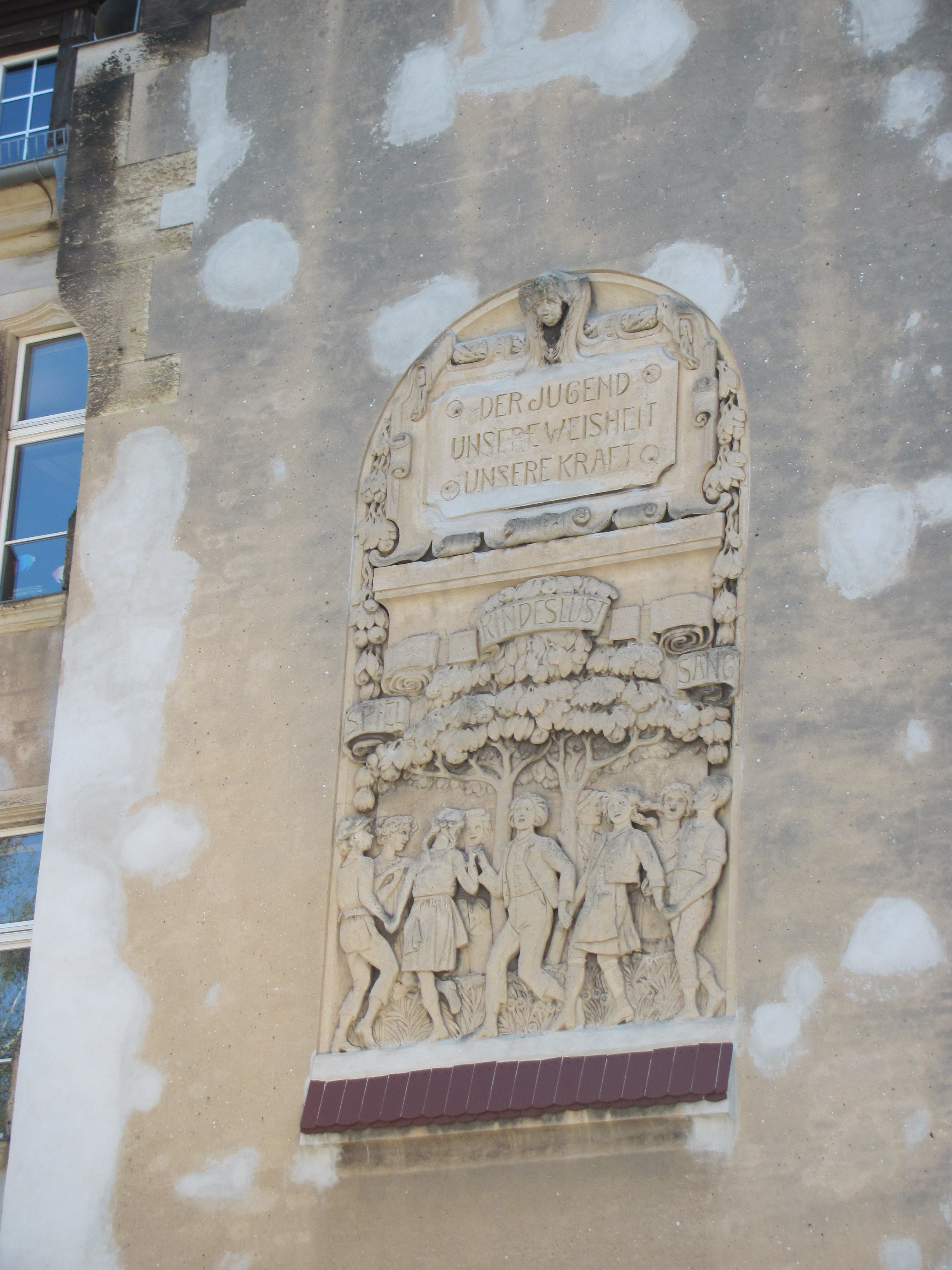
Putzrelief Kindeslust/Spiel/Sang

Das mit der Einfriedung denkmalgeschützte Schulgebäude ist ein großer, dreigeschossiger Bau auf einen Souterraingeschoss mit Bossensteinsockel sowie mit einem ziegelgedeckten Walmdach mit zwei Dachreitern, von denen der größere eine weithin sichtbare Uhr trägt. Der „malerische Baukörper“ entsteht aus unterschiedlich gestalteten Ansichten, die zusammen mit den mehrstufig geschweiften Giebeln jeweils asymmetrisch aufgebaut sind.
In der rechten Seitenansicht befindet sich auf der rechten Seite ein flacher Seitenrisalit, darin befindet sich auf der linken Seite als Haupteingang vom Schulhof aus ein „rundbogiges Sitznischenportal mit figürlichem und ornamentalem Schmuck (Köpfe, Frucht- und Ährenmotive)“. Der Eingang wird im Dach betont durch einen gedrungenen achteckigen Turm mit einer geschweiften, verschieferten Haube. Auf der linken Seite dieser Ansicht befindet sich in einem geschweiften Fassadenfeld die Sonnenuhr.

In der linken Seitenansicht findet sich ein etwa 8 m² großes Putzrelief mit einem Reigen von tanzenden Kindern, dazu das Motto: 

„DER JUGEND
UNSERE WEISHEIT
UNSERE KRAFT“

Auf der Nordseite, der Gebäuderückseite zum Bahndamm der Bahnstrecke Leipzig–Dresden, befand sich ebenfalls eine Bauinschrift, die jedoch beseitigt ist.
Der Putzbau, stilisiert als deutsche Renaissance, weist zahlreiche Vorhangbogen- sowie Stichbogenfenster auf, eingefasst von Sandsteingewänden. Insbesondere die Renaissancegiebel, der gedrungene Turm und die Dachreiter „verleihen dem Gebäude einen trutzigen Charakter.“
Die Ornamentik des Vorraums jedoch, ebenso wie die Treppengeländer, die Gitter an der Eingangstür und auch die Einfriedung sind dem Jugendstil zuzuordnen.

## Geschichte

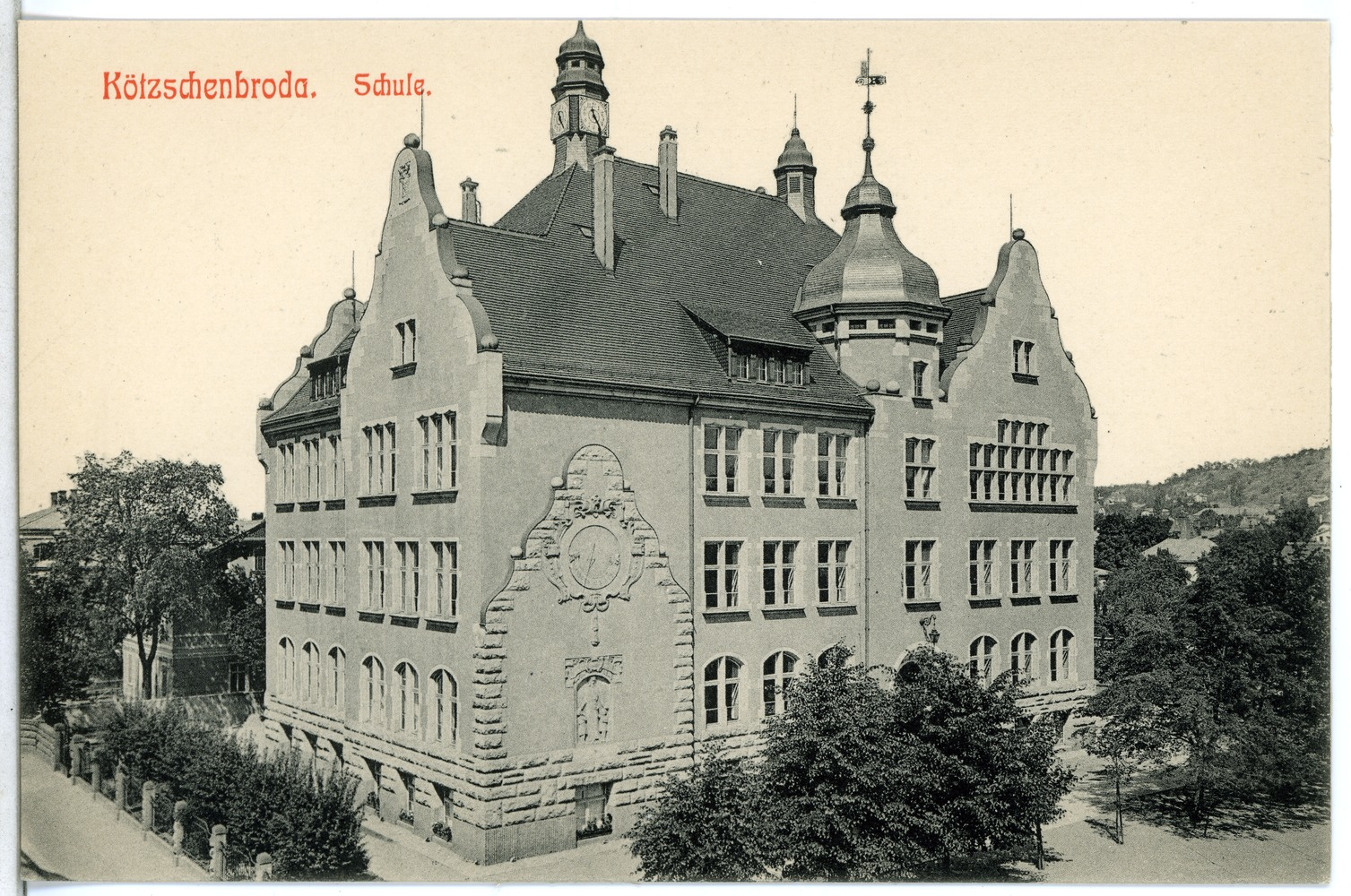
Schule Kötzschenbroda, 1912

Bereits zu Anfang des 15. Jahrhunderts gab es in Kötzschenbroda Schulunterricht. Nach der Reformation wurde 1572 in der Küsterei (heutige Adresse Altkötzschenbroda 38) die örtliche Kirchschule eingerichtet, erst mit nur einer Schulstube mit Platz für zwei Klassen mit insgesamt etwa 80 Kindern. Das Gebäude wurde nach Bränden jeweils im alten Zustand wieder aufgebaut. Erst 1850 wurde ein zweites Klassenzimmer für weitere 50 Kinder eingerichtet. Als Haupt-Schulgebäude wurde das Hauptgebäude der Volksschule Kötzschenbroda bis 1874 genutzt. 1854 wurden in den beiden für 130 Kinder ausreichenden Schulstuben 223 Kinder in vier Klassen von zwei Lehrern unterrichtet, davon 46 Kinder aus Fürstenhain.
Anfang der 1860er Jahre war die Platzsituation nicht mehr hinnehmbar, der Schulvorstand beschloss die Beschaffung weiteren Schulraums. Im Jahr 1863 errichtete der ortsansässige Baumeister Moritz Große auf der Rückseite des Kirchschulgrundstücks, an der Vorwerkstraße 14, ein Nebengebäude der Schule. Das am 1. November von Große übergebene zweite Schulhaus enthielt eine Schulstube für 80 Kinder sowie die Wohnung für einen zweiten ständigen Lehrer. 1870 unterrichteten drei Lehrer in sechs Klassen.
Zum Jahr 1874 entstand nicht weit entfernt das dritte Kötzschenbrodaer Schulhaus an der heutigen Hermann-Ilgen-Straße 35 (die heutige Oberschule Kötzschenbroda), ein großer Neubau. Die alte Kirchschule, das bisherige Haupthaus am Kirchplatz, wurde 1874 durch Versteigerung verkauft. Während 1874 vier Lehrer in acht Klassen unterrichteten, waren es 1884 sieben Lehrer, die in sieben Zimmern 13 Klassen unterrichten. 1885 bekam das 1874 gebaute Schulhaus an der Ostseite am Gradsteg einen großen Flügelanbau.
Im August 1885 erhielt der Schulvorstand die Erlaubnis, das ehemalige Nebenschulgebäude umzubauen. Im Juni 1886 erging die Ingebrauchnahmegenehmigung zur Nutzung als Wohnhaus. 1890 lehrten zehn Lehrer in zehn Schulräumen 16 Klassen.
Im Jahr 1902 wurde in Oberkötzschenbroda ein Volksschulgebäude errichtet, um den dortigen Kötzschenbrodaer Kindern den weiten Schulweg den Berg hinunter bis in das Ortszentrum zu ersparen. Etwa zu dieser Zeit musste wegen Platzmangels auch der nicht weit entfernte Gasthof „Zum goldenen Anker“ als Unterrichtsort herhalten. 1904 erfolgte im Zentrum ein weiterer, der vierte, Schulneubau an der Harmoniestraße 7, die heutige Grundschule Kötzschenbroda. Dieses Gebäude hatte neben zwölf Schulzimmern auch einige Lehrmittelräume sowie im Souterrain einen Speiseraum.
Aufgrund des Mangels an Kohlen und der Beschränkungen der Gaslieferungen während des Ersten Weltkriegs wurde 1916/17 in „der Schule des Hauptortes […] eine öffentliche Wärmstube eingerichtet“, somit entweder im Gebäude in der Harmoniestraße oder in der Gartenstraße (heute Hermann-Ilgen-Straße). „Die schon bestehende Kriegsküche für Schulkinder wurde zu einer allgemeinen Kriegsküche erweitert.“
Im Jahr 1929 wurde die dritte Volksschule vergrößert und stilistisch verändert zur zwischenzeitlichen Berufsschule Kötzschenbroda, womit in dem großen Gebäude in der Harmoniestraße die einzige Hauptort-Volksschule verblieb.
Zur Zeit des Nationalsozialismus hieß die Schule Dietrich-Eckart-Schule, nach dem Publizisten, Verleger und frühen Anhänger des Nationalsozialismus Dietrich Eckart (1868–1923).
Während des Zweiten Weltkriegs diente das Gebäude als Lazarett, wurde jedoch bereits ab Oktober 1945 erneut als Volksschulgebäude genutzt. Im Jahr 1958 wurde die Schule zur zehnklassigen Polytechnischen Oberschule umgewandelt, als die sie 1964, im zwanzigsten Todesjahr, den Namen des KPD-Funktionärs Ernst Thälmann (1886–1944) erhielt. Unter diesem Namen wurde die Schule mit den benachbarten Gebäuden in der Hermann-Ilgen-Straße zusammengelegt.
Nach der Wende, im Jahr 1992, wurden die beiden Standorte wieder getrennt; die Schule an der Harmoniestraße dient seither als Grundschule für den Radebeuler Stadtteil Kötzschenbroda, an der Hermann-Ilgen-Straße befindet sich die Oberschule Kötzschenbroda.